# Patterson Johnson
Patterson Johnson, född 26 augusti 1964, är en friidrottare från Bahamas. Han deltog vid olympiska sommarspelen 1988.